# Kilchoman
Kilchoman è l'ultima delle distillerie nate sull'isola di Islay, uno dei luoghi più importanti per la produzione di whisky scozzese torbato. La distilleria si trova nella parte occidentale dell'isola, vicino al piccolo insediamento omonimo.

## Storia
La distilleria inizia la produzione nel 2005; si tratta della prima distilleria aperta su Islay negli ultimi 124 anni. Il whisky è prodotto da orzo coltivato sull'isola (presso la località di Rockside Farm) e fatto diventare malto all'interno della distilleria. Per alcuni imbottigliamenti viene utilizzato grano già maltato proveniente da Port Ellen. La produzione avviene secondo procedimenti di stampo tradizionale, come dimostra il metodo di maltatura dell'orzo, che viene messo a contatto con il suolo. L'intero processo di produzione del whisky avviene sull'isola di Islay, dalla maturazione del grano alla distillazione e all'invecchiamento del prodotto.
La prima botte di Kilchoman è stata riempita il 14 dicembre 2005 e il primo imbottigliamento avviene il 9 settembre 2009. Si tratta della cosiddetta "Inaugural release", contenente un whisky invecchiato soltanto 3 anni, che non ha ancora terminato il processo di maturazione. La prima versione ufficiale è prodotta nel 2011. Trattasi della "100% Islay - Inaugural edition", contenente whisky invecchiato 6 anni. L'8 aprile 2013 viene inaugurata una nuova linea di whisky, denominata "Loch Gorm", che prende il nome da un lago torbato in prossimità della distilleria. Il lancio avviene attraverso una tiratura limitata di 10 000 bottiglie contenenti whisky invecchiato in botti di sherry.
Altre versioni saranno distribuite nei prossimi anni, che conterranno whisky invecchiato fino a 12 anni.
La produzione attuale della distilleria si aggira intorno ai 150.000 litri annui, le bottiglie vendute nel 2012 sono state circa 80 000.
Nonostante la sua giovane storia il Kilchoman ha già ricevuto diversi premi e riconoscimenti internazionali: nel 2013 le versioni "Machir Bay", "Loch Gorm" e "100% Islay - 2nd Edition" vengono premiate alla prestigiosa IWSC (International Wine & Spirit Competition), e nello stesso anno il Machir Bay riceve il premio di miglior whisky dell'anno all'International Whisky Competition.

## Caratteristiche

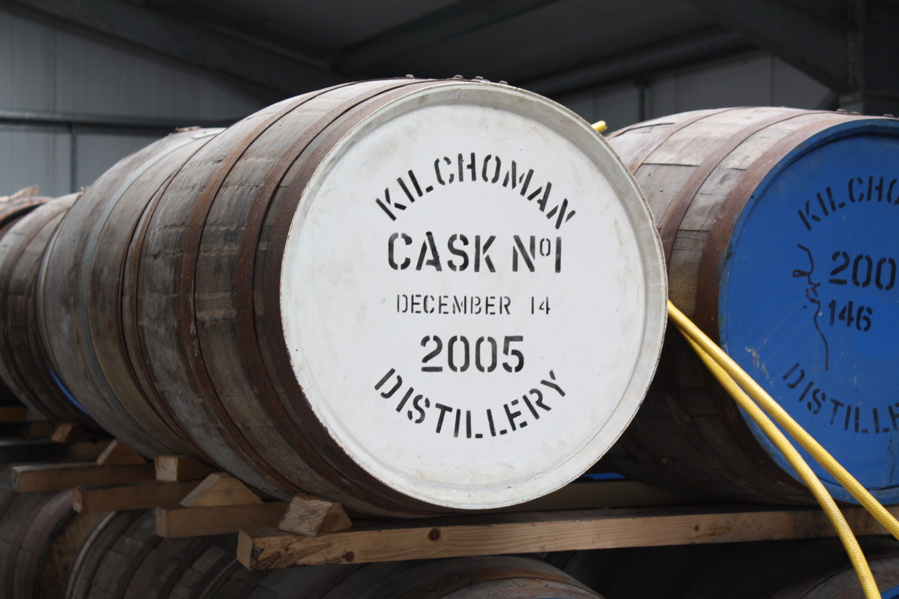
La prima botte

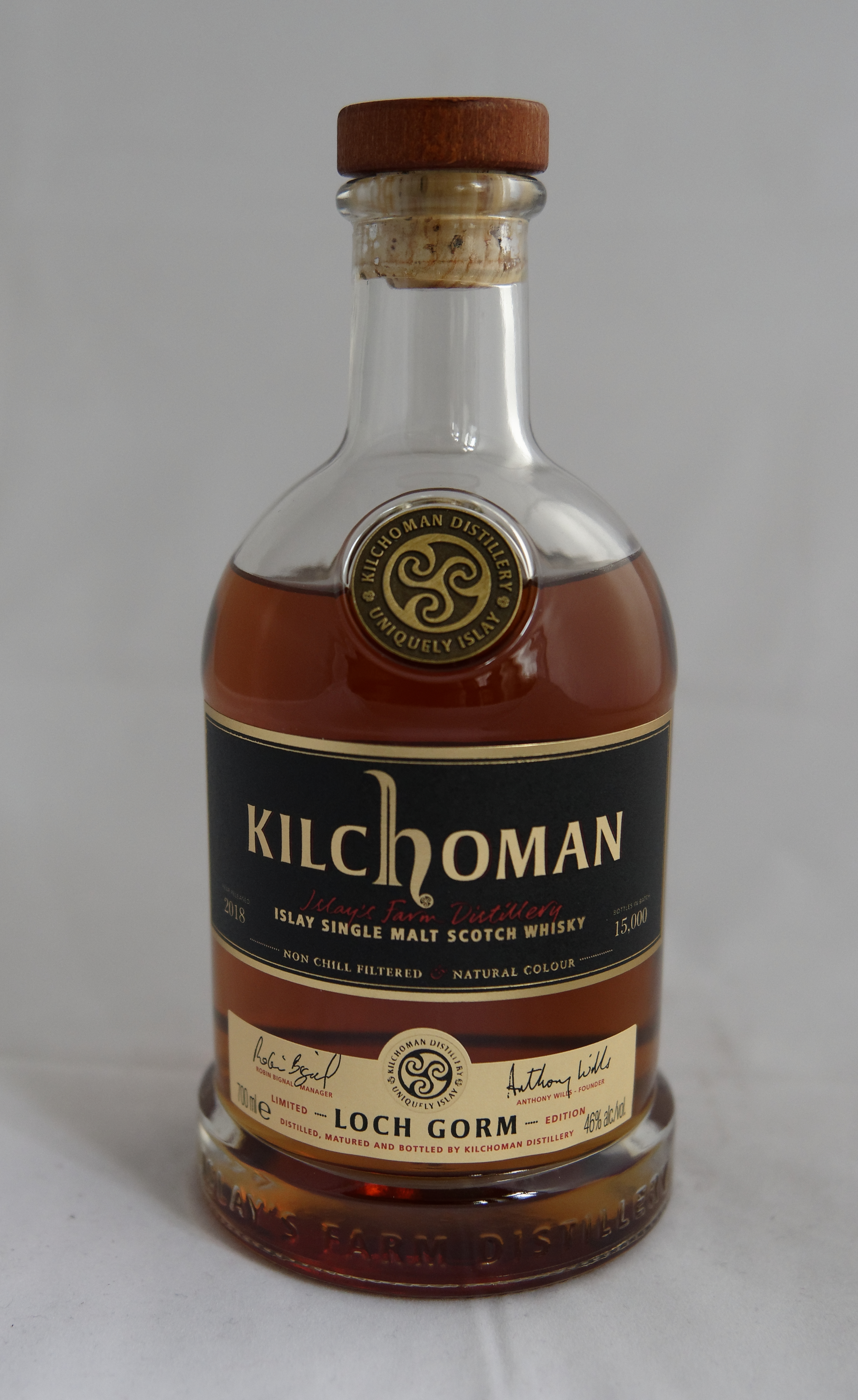
Kilchoman Loch Gorm, 46%

Il Kilchoman si distingue per essere uno dei whisky più torbati prodotti su Islay. Le versioni in commercio sono:
- Machir Bay: è l'edizione principale, prodotta per la prima volta nel 2012. Il whisky viene invecchiato in botti di bourbon e sherry. Alc 46%
- 100% Islay: whisky prodotto interamente all'interno della distilleria (da qui il nome). Alc 50%
- Loch Gorm: whisky torbato invecchiato interamente in botti di sherry. Alc 46%
- Vintages: invecchiato in botti di bourbon già utilizzate in precedenza all'interno della distilleria
- Single Cask: invecchiato in botti di bourbon e sherry, l'imbottigliamento è a gradazione piena